# Lagotis kongboensis
Lagotis kongboensis är en grobladsväxtart som beskrevs av Takasi Takashi Yamazaki. Lagotis kongboensis ingår i släktet Lagotis och familjen grobladsväxter. Inga underarter finns listade i Catalogue of Life.